# 靜岡縣立靜岡高等學校
靜岡縣立靜岡高等學校是位於日本靜岡縣靜岡市的公立高等學校。

## 歷史
靜岡高校的歷史可以追溯至1878年成立的靜岡師範學校中等科，1879年即自師範學校分出單獨設為舊制中學校「静岡中學校」，1886年與濱松中學校、沼津中學校合併為「縣立静岡中學校」，此後又先後頻繁的更名為「縣立静岡尋常中學校」（1886年）、「静岡縣尋常中學校」（1887年）、「静岡縣静岡尋常中學校」（1898年）、「静岡縣静岡中學校」（1899年）、「静岡縣立静岡中學校」（1901年）；在1948年又配合日本的學制改革更名為「静岡縣立静岡第一高等學校」，但1949年又更名為「静岡縣立静岡城內高等學校」，最後在1953年更改為現在使用的「静岡縣立静岡高等學校」。
由於是自19世紀末即已存在的中等學校，早在20世紀初就開始參加多項日本高中層級的全國性運動比賽，在全國高等學校棒球錦標賽中更是在1926年就曾獲得第12屆全國中等學校優勝棒球錦標賽的優勝。